# De Berejstes Klub
 Ikke at forveksle med Eventyrernes Klub.
De Berejstes Klub (DBK) er en dansk forening, som har til formål at udbrede rejselysten og sprede information om rejselivet, fremmede lande og kulturer. Foreningen samler medlemmer for udveksling af rejseoplevelser. Klubben blev stiftet 30. maj 1996 af en håndfuld ansatte i rejsebranchen.
De Berejstes Klub udgiver rejsemagasinet Globen, der udkommer fire gange årligt. Klubben har adresse hos Café Globen i København, hvor der holdes medlemsmøder hver måned. Der holdes også medlemsmøder i Jylland, især i det østjyske område. I forbindelse med klubbens 25-års jubilæum 2021 udgav den bogserien Kronisk rejsefeber med rejsefortællinger.
Klubben har flere medlemmer, der har besøgt alle verdens lande, bl.a. Torbjørn C. Pedersen, der som den første besøgte verdens 203 lande uden at flyve. Han færdiggjorde projektet i maj 2023.
Klubbens formand har siden november 2023 været Allan Roneklint. 

## Medlemskab
Siden grundlæggelsen har klubben i alt haft mere end 1200 medlemmer. Pr. juni 2023 talte klubben 574 medlemmer og 263 betalende venner. For at blive A-medlem af klubben skal man opfylde fire betingelser:
1. Have besøgt mindst lige så mange lande, som man er gammel. Hvis man er under 30 år, kræves mindst 30 lande.
2. Have besøgt mindst to nye lande inden for de sidste to år
3. Have besøgt mindst fire af de syv kontinenter
4. Have krydset ækvator

Enkelte personer, der ikke opfylder kriterierne, men har haft meget specielle rejseerfaringer, eksempelvis længerevarende rejser i lande udenfor den vestlige kulturkreds, kan optages som B-medlemmer. En tredje mulighed er at blive ven af klubben, hvilket ikke kræver nogen aktiv rejseaktivitet.

## Klubbens prismodtagere
De Berejstes Klub uddeler almindeligvis en gang årligt to ærespriser. Derudover er rejsejournalisten Poul Folkersen udnævnt til æresmedlem i år 2000 kort før sin død.

### Egholmprisen
Egholmprisen er opkaldt efter en af klubbens stiftere, Ole Egholm, og består af et pengebeløb. Den har nogle gange været tildelt et medlem, der har haft en usædvanlig rejseoplevelse. Andre gange har den været tildelt et medlem som har gjort et stort arbejde i klubben – men ikke altid i form af en formel nøglepost – eller som har markeret klubben udadtil.

### Folkersenprisen
Folkersenprisen er stiftet til minde om Poul Folkersen og består af et pengebeløb. Den tildeles et medlem, der gennem årene har dyrket rejselivet i hans ånd – en person der ved et særligt energisk og grænsesøgende rejseliv er nået langt bort fra de gængse turistområder og har fået en grundig indsigt i lokale forhold. Endvidere lægges der vægt på, at oplevelser og erfaringer er blevet videregivet til både klubben og resten af samfundet.
Notable modtagere
- 2016: John Andersen
- 2023: Torbjørn C. Pedersen

## Klubbens formænd
- 1996-1999: Ole Egholm
- 1999-2003: Per Allan Jensen
- 2003-2007: Søren Padkjær
- 2007-2008: Jens Poul Madsen
- 2008-2012: Lars Kierulff Munk
- 2012-2017: Søren Fodgaard
- 2017-2018: Claus Søndergaard
- 2018-2020: Jette Færch Weiss
- 2020-2022: Svend Bergmann
- 2022-2023: Anne Rasmussen
- 2023: Vasily Ryabov
- 2023- Allan Roneklint